# .hack

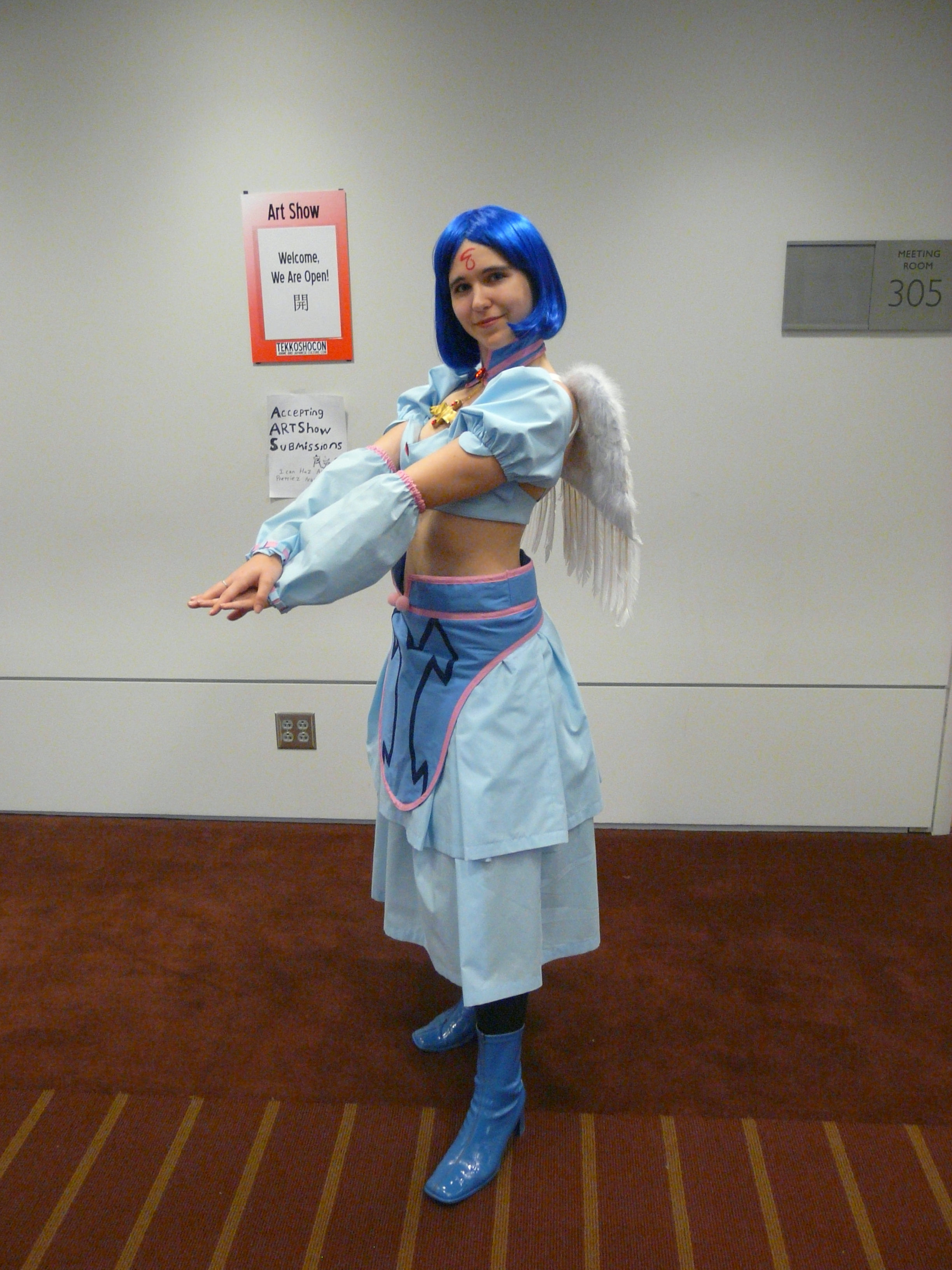
Cosplayerin, die eine Spielfigur aus dem fiktiven MMORPG The World verkörpert

.hack [dɔt hæk] ist ein von Bandai entwickeltes Franchise von Animes, Mangas und Videospielen.

## Inhalt
Die Reihe behandelt eine Zukunft, in der nach dem Angriff eines Computervirus, genannt „Pluto’s Kiss“, das Internet im Dezember 2005 zusammenbrach. Danach ist ALTIMIT OS wegen seiner Stabilität und Sicherheit das einzige benutzte System auf der Welt. Das System wurde von der CyberConnect Corporation (CC Corporation) entwickelt. Im Zentrum von .hack steht The World, ein bekanntes MMORPG, das bereits mehr als eine Million Nutzer hat. In The World gab es den Twilight-Vorfall, bei dem mehrere Spieler ins Koma fielen.

## Bestandteile der Reihe
Zur .hack-Reihe gehören (sortiert nach zeitlicher Abfolge der Geschichte):
2002
- .hack//AI Buster; Roman und Prolog der gesamten Serie
- .hack//Sign; Fernsehserie, 26 Folgen
- die vier Videospiele .hack//Infection, .hack//Mutation, .hack//Outbreak und .hack//Quarantine
- .hack//Liminality; vierteilige OVA, die den Spielen beiliegt; spielt parallel zu den Spielen, aber in der realen Welt
- .hack//Legend of the Twilight (auch .hack//DUSK genannt); Manga und Fernsehserie, 12 Folgen

2003
- .hack//ZERO, Romanreihe, die als Zwischenspiel zu SIGN und dem ersten Spiel fungiert
- .hack//Quarantine; viertes Videospiel der Reihe
- .hack//GIFT; OVA und Zusatzfolge zu .hack//Sign, in .hack//Quarantine erhältlich
- .hack//Enemy; Sammelkartenspiel

2005
- .hack//Another Birth; Romanreihe, die die Ereignisse aus den Spielen aus Sicht der Figur „BlackRose“ beleuchtet.
- .hack//frägment; Videospiel, erste Online-Umsetzung zu „The World“, nur in Japan erschienen
- .hack//Cell; Romanreihe

2006
- .hack//AI Buster 2; Fortsetzung von AI Buster
- .hack//Roots; 26-teilige Fernsehserie, Einleitung zu .hack//G.U.
- .hack//G.U.; dreiteilige Videospiel-Serie, die sieben Jahre nach den Originalspielen spielt, bestehend aus Rebirth, Reminisce und Redemption
- .hack//Online Jack; in die G.U.-Spiele eingebetteter dreiteiliger Anime, der die Ereignisse aus Sicht der realen Welt wiedergibt
- .hack//G.U-Trilogy; OVA über die dreiteilige G.U.-Spielreihe.
- .hack//G.U.+; Mangareihe, die die Geschichte aus //Roots weitererzählt, erscheint auf Deutsch bei Carlsen
- .hack//XXXX; Manga

2007
- .hack//4koma; Yonkoma-Reihe
- .hack//Link; Manga und Videospiel

2011
- .hack//Quantum; OVA

2012
- .hack//Sekai no Mukō ni, Anime-Kinofilm
- Thanatos Report; .hack//Versus OVA freigeschaltet nach Storymode Credits

2017
- .hack//G.U. Last Recode, Neuauflage der dreiteiligen Videospiel-Serie aus dem Jahr 2006, erweitert sie um den vierten Teil Reconnection (Remaster für die PS4-Spielkonsole)

## Videospiele
Die vierteilige .hack-Spieleserie (.hack//Infection, .hack//Mutation, .hack//Outbreak, .hack//Quarantine) ist eine von Bandai entwickelte PlayStation-2-Spieleserie aus dem Jahr 2002. Es ist Teil des .hack-Universums und führt die Geschichte der Animeserie .hack//SIGN fort. Jedes dieser Spiele enthielt eine Folge der .hack//Liminality OVA Serie.
Das Spiel selbst ist ein Einzelspieler-Rollenspiel, die Handlung spielt jedoch im riesigen MMORPG „The World“. Der Spieler empfängt Mails und kann mit anderen „Spielern“ kommunizieren, ohne selbst einen Internetzugang zu besitzen.
Am 23. November 2005 erschien in Japan .hack//frägment, ein Online Action RPG zu .hack welches auch einen offline Story Modus bietet. Die Server für das Spiel wurden am 18. Januar 2007 abgeschaltet. 
Am 18. Mai 2006 erschien in Japan der erste Teil der zweiten .hack-Spielereihe für die PlayStation 2, genannt .hack//G.U., am 24. Oktober 2006 wurde er dann auch in Nordamerika veröffentlicht.
Die Geschichte dieser Spiele siedelt sich nach den Geschehnissen von .hack//Roots an. Ähnlich wie .hack//SIGN einen Prolog zu der ersten Spielserie darstellte, dient auch .hack//Roots als Prolog zu der .hack//G.U. Serie. In dieser Spieleserie dreht sich die Geschichte um Haseo, einen Playerkiller-Killer (PKK), der nach dem berüchtigten Playerkiller (PK) Tri-Edge sucht, dessen Opfer nach ihrem Tod nicht mehr in der Lage sind, sich in The World einzuloggen. Eine gute Freundin von Haseo, Shino, fiel sechs Monate vor der Handlung des Spiels, nach einem Angriff des Tri-Edge, sogar ins Koma. Auf seiner Suche trifft Haseo dann auf Azure Kite, den er aufgrund seiner extravaganten Waffen für den Tri-Edge hält. Im Kampf ist er jedoch hoffnungslos unterlegen und wird von Azure Kite besiegt, der danach noch einen Data Drain auf ihn ansetzt. Durch diesen Vorfall wird das Spielerlevel von Haseo von 133 auf 1 gesenkt, er verliert alle seine seltenen Gegenstände und auch seine Kontaktliste wird zurückgesetzt. Genau hier setzt das Spiel an, und der Spieler übernimmt die Kontrolle über Haseo, um ihn auf seiner rätselhaften Suche nach Antworten zu begleiten.
Am 24. September 2017 wurde im Rahmen der Tokyo Game Show eine HD-Trilogie der .hack//GU-Trilogie angekündigt. Diese wurde am 1. November 2017 unter dem Titel .hack//G.U. Last Recode in Japan und am 3. November 2017 in Nordamerika und Europa veröffentlicht und enthält neben den bereits bekannten drei Teilen Vol. 1//Rebirth, Vol. 2//Reminisce und Vol. 3//Redempetion den bisher unveröffentlichten Teil Vol. 4//Reconnection.
Mit .hack//G.U. Last Recode wurde zum ersten Mal ein Spiel der //G.U. Reihe in Europa veröffentlicht.